# Spiloxene
Spiloxene es un género plantas perennes y bulbosas de la familia Hypoxidaceae nativas de África. Comprende 19 especies que se distribuyen desde Namibia a la provincia del Cabo. Es un género estrechamente relacionado con Hypoxis y, de hecho, muchos taxónomos lo incluían en él hasta hace poco tiempo. Presenta cormos que se reemplazan anualmente. Las flores tiene forma de estrella y son de color dorado a amarillo, aunque también hay especies con flores blancas y, raramente, rosadas. Florece en la primavera.

## Especies
Las especies del género, conjuntamente con la cita válida, se listan a continuación:
- Spiloxene acida (Nel) Garside, J. Bot. 74: 268 (1936).
- Spiloxene aemulans (Nel) Garside, J. Bot. 74: 269 (1936).
- Spiloxene alba (Thunb.) Fourc., Trans. Roy. Soc. South Africa 21: 76 (1932).
- Spiloxene aquatica (L.f.) Fourc., Trans. Roy. Soc. South Africa 21: 76 (1932).
- Spiloxene canaliculata Garside, J. S. African Bot. 8: 249 (1942).
- Spiloxene capensis (L.) Garside, J. Bot. 74: 269 (1936).
- Spiloxene curculigoides (Bolus) Garside, J. Bot. 74: 269 (1936).
- Spiloxene dielsiana (Nel) Garside, J. Bot. 74: 268 (1936).
- Spiloxene flaccida (Nel) Garside, J. Bot. 74: 269 (1936).
- Spiloxene minuta (L.) Fourc., Trans. Roy. Soc. South Africa 21: 76 (1932).
- Spiloxene monophylla (Schltr. ex Baker) Garside, J. Bot. 74: 269 (1936).
- Spiloxene nana Snijman, Bothalia 36: 133 (2006).
- Spiloxene ovata (L.f.) Garside, J. Bot. 74: 268 (1936).
- Spiloxene pusilla Snijman, Bothalia 36: 135 (2006).
- Spiloxene schlechteri (Bolus) Garside, J. Bot. 74: 269 (1936).
- Spiloxene scullyi (Baker) Garside, J. Bot. 74: 268 (1936).
- Spiloxene serrata (Thunb.) Garside, J. Bot. 74: 268 (1936).
- Spiloxene serrata var. albiflora (Nel) Garside, J. Bot. 74: 268 (1936).
- Spiloxene serrata var. serrata.
- Spiloxene trifurcillata (Nel) Fourc., Trans. Roy. Soc. South Africa 21: 76 (1932).
- Spiloxene umbraticola (Schltr.) Garside, J. Bot. 74: 269 (1936).